# Auguste Hirschauer
Auguste Édouard Hirschauer (Saint-Avold, 16 giugno 1857 – Versailles, 27 dicembre 1943) è stato un generale francese, che nel corso della prima guerra mondiale, fu comandante del XVIII Corpo d'armata, poi del IX Corpo d'armata e infine della 2ª Armata. Dal 1920 al 1943 ricoprì l'incarico di senatore della Repubblica francese E considerato uno dei fondatori dell'aeronautica militare francese.

## Biografia
Nacque a Saint-Avold, al numero 20 di rue de Longeville, il 16 giugno 1857, figlio di Charles Édouard, di professione commissario della Polizia speciale ferroviaria e di Julie Dufour. Quando Saint-Avold divenne tedesca nel 1871, la famiglia optò per la nazionalità francese e dovette quindi lasciare la città, stabilendosi a Calais. Conseguito il baccalaureat in scienze nel 1874, scelse di intraprendere la carriera militare. Nel 1876 fu ammesso a frequentare l'École polytechnique, uscendone come sottotenente del genio, assegnato al 1° Reggimento del genio di Versailles. Si distinse durante la campagna d'Algeria nel 1881 a sud di Orano, in forza alla colonna mobile inviata a reprimere i moti insurrezionali. Svolse "missioni speciali" in Germania per il Deuxième Bureau. Promosso capitano realizzò la piazzaforte di Lilla e poi frequentò la École supérieure de guerre ottenendo il brevetto di ufficiale di stato maggiore, classificandosi primo sui settantasette partecipanti al corso.
Assegnato al premier e poi al troisième bureau, nel 1894 divenne capo di gabinetto del generale Raoul Le Mouton de Boisdeffre, capo di stato maggiore dell'esercito francese. In tale veste compì diverse missioni nei Balcani, in Turchia e in Africa. Conoscendo alcuni elementi segreti del dossier del capitano Alfred Dreyfus, non credeva nella sua innocenza e accettò di testimoniare contro di lui al processo d'appello di Rennes. Promosso maggiore nel 1898, l'anno seguente fu trasferito allo stabilimento centrale dell'aerostazione militare di Chalais-Meudon, comandato dal colonnello Charles Renard. Nel 1901 fu trasferito al 1° Battaglione aerostieri di Versailles, e nel 1903 al 3° Reggimento del genio ad Arras. Fu promosso tenente colonnello nel 1905.
Nel 1909 fu trasferito a Lilla come direttore del genio militare, e nel dicembre di quell'anno fu promosso colonnello. Tra il 1907 e il 1912 fu professore di genio militare e di aeronautica all'École supérieure de guerre della Marine nationale.
Nel 1910 divenne vice del primo Ispettore permanente dell'aeronautica militare, il generale Pierre Auguste Roques, cui successe nell'incarico dapprima ad interim il 25 aprile 1912 e poi definitivamente il 24 dicembre dello stesso anno, venendo promosso generale di brigata in quello stesso giorno. Prima come vice di Roques, poi come titolare dell'incarico, già dal 1910 aveva avviato un programma finanziato con 20 milioni di franchi per la realizzazione di una flotta di 20 dirigibili e di numerose squadriglie di aeroplani. Nel 1911 indisse un grande concorso per aerei militari che vide la partecipazione di aziende aeronautiche come Nieuport, Brèguet, Deperdussin e Morane, e motoristiche come Samson (Canton-Unné) e Le Rhône. Nei rapporti dell'ottobre 1912 e poi del febbraio 1913 segnalò la questione fondamentale della difesa delle aeronavi e della loro protezione passiva. Raccomandò l'adozione di mitragliatrici sui dirigibili per rispondere al fuoco proveniente da terra, e preconizzò la costituzione di un servizio di artiglieria contraerea posto a difesa delle frontiere nord e est, e a livello di divisione di fanteria. Fece studiare bombe aeronautiche caricate con 10 o 50 kg di melinite, e richiese aerei destinati a due tipi di missione, osservazione al servizio di corpi d'armata o divisioni in manovra e della loro artiglieria. Raccomandò la separazione della produzione di aerei e dirigibili in due distinti settori dal punto di vista industriale.
Il 1 ottobre del 1913, sostituito dal generale Bernard, assunse il comando di una brigata del genio dotata di mongolfiere, con il 5° e l'8° Reggimento del genio a Versailles. Dopo lo scoppio della prima guerra mondiale fu nominato capo di stato maggiore del campo trincerato di Parigi e lavorò agli ordini del generale Joseph Simon Gallieni. Il 7 ottobre 1914 fu nominato direttore del servizio aeronautico presso il Ministero della guerra a Parigi, ricoprendo tale incarico fino al 15 settembre 1915 quando chiese, ed ottenne, di essere mandato al fronte. Come direttore del servizio aeronautico aveva assoluta autorità sulle fabbriche, sui depositi, sui parchi aeronautici, sull'industria e sui centri di ricerca. Dopo la prima vittoria aerea ottenuta da Frantz e Quénault il 5 ottobre decise di far dotare di mitragliatrici gli aerei, essenzialmente Morane-Saulnier. Si batté decisamente per la realizzazione di una forza di 100 e poi 250 velivoli da bombardamento del tipo Bréguet-Michelin.
Comandò la 29ª Brigata di fanteria (settembre 1915), e poi la 63ª Divisione fanteria (dicembre 1915). Promosso generale di divisione il 25 marzo 1916, assunse il comando del XVIII Corpo d'armata (giugno 1916), poi del IX Corpo d'armata (agosto 1917) e infine della 2ª Armata (dicembre 1917). Prese parte alle battaglie di Ourcq, della Champagne e di Verdun. Catturò Craonne nel 1917, e fece un ingresso trionfante a Mulhouse il 17 novembre 1918.
Dopo la firma dell'armistizio di Compiègne fu nominato governatore di Strasburgo (novembre 1918) e comandante superiore del territorio dell'Alsazia (1919) e andò in pensione nell'ottobre 1919, dopo quarantacinque anni di servizio.
Si candidò alle elezioni senatoriali della Mosella e fu eletto senatore l'11 gennaio 1920 con 735 voti, nella lista “Union républicaine lorraine”. Fu rieletto il 6 gennaio 1924 e poi il 10 gennaio 1933 e aderì al gruppo dell'Union républicaine. Nel 1940 non partecipò alla votazione per conferire i pieni poteri costituenti al Maresciallo di Francia Philippe Pétain perché non poteva recarsi a Vichy. Si spense a Versailles il 27 dicembre 1943.

## Pubblicazioni
- Paris en état de défense, in collaborazione con il generale Pierre Charles Emile Klein, Payot, Paris, 1914.
- Les armées aériennes, 1927

### Annotazioni
1. ↑  La Police Spéciale des Chemins de fer era la diretta antesignana dei servizio di intelligence francesi.

### Fonti
1. ↑  Musee des Etoiles.
2. ↑  El Gammal, Roth, Delbreil 2006, p.290-291.
3. 1 2 3 4 5 6 7 8 9 10 11 12 13 14 15  Leonore.
4. 1 2  Chadeau 1993, p.15.
5. 1 2 3 4 5 6 7 8  Annales.
6. 1 2 3 4 5 6 7 8 9 10 11 12 13 14 15 16 17 18 19 20  Chadeau 1993, p.20.
7. ↑  Chadeau 1993, p.16.
8. ↑  Chadeau 1993, p.16-17.
9. 1 2  Chadeau 1993, p.17.
10. 1 2 3  Chadeau 1993, p.18.
11. 1 2  Comité des travaux historiques et scientifiques.
12. ↑  Militarytimes.